# 栏杆卷管螺
栏杆卷管螺（学名：Comitas kaderlyi），是新腹足目卷管螺科Comitas属的一种。主要分布于台湾，常栖息在泥沙质海底。